# Sayyid Kāzim Raschti

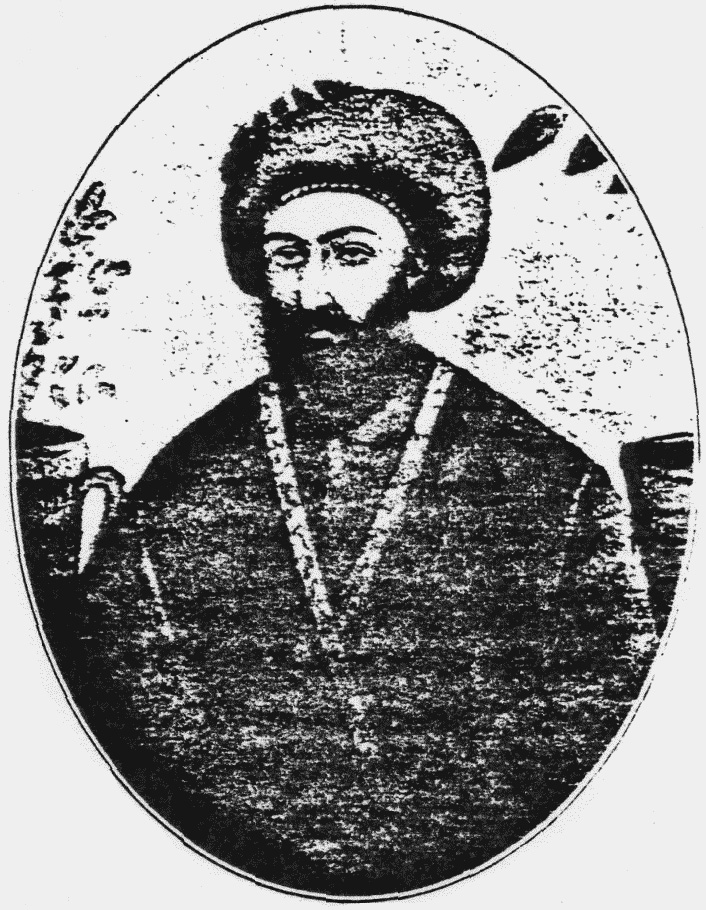
Sayyid Kāzim Raschti

Sayyid Kāzim bin Qāsim al-Ḥusaynī ar-Raschti (arabisch سيد كاظم بن قاسم الحسيني الرﺷتي), bekannt als Sayyid Kāzim Raschti (persisch سید کاظم رشتي), (* 1793 in Rascht, Persien; † 1843 in Kerbela, Osmanisches Reich) war der Sohn von Sayyid Qasim und wurde von Scheich Ahmad al-Ahsā'ī, dem Gründer des Schaichismus, zum Führer der Schaichi ernannt.

## Leben
Er stammte aus einer Familie einflussreicher Händler, erwarb den Titel eines Mullahs und erzählte seinen Schülern von der Wiederkehr des Mahdi und des Messias und lehrte sie, wie sie ihn erkennen können. Er verstarb 1843 und wurde in der Nähe des Imam-Husain-Schreines in Kerbela bestattet. Nach seinem Tod 1843 machten sich viele seiner Schüler nach Afrika, Asien und Europa auf, um den Mahdi zu suchen. Einer seiner Schüler, Mulla Husayn, traf dabei 1844 auf Sayyid Ali Muhammad, später als „der Bab“ bekannt, und sah ihn als die Wiederkunft des Mahdi an. Mit Mulla Husayn konvertierten viele Schaichis zum Babismus und die verbliebenen spalteten sich in drei Gruppen auf.